# Fluorek uranu(IV)
Fluorek uranu(IV) (tetrafluorek uranu), UF
4 – nieorganiczny związek chemiczny z grupy fluorków, w którym uran występuje na +4 stopniu utlenienia. Jest związkiem pośrednim przy produkcji paliwa dla reaktorów jądrowych oraz jako materiał bojowy w produkcji bomby atomowej, uzyskiwanym podczas reakcji fluoru z tlenkami uranu, będącym wyjściowym produktem do otrzymywania fluorku uranu(VI).
W warunkach pokojowych, pod wpływem wilgoci, ulega powolnej hydrolizie do tlenków uranu z wydzieleniem żrącego fluorowodoru, z tego też powodu nie jest on przechowywany.